# Antonie Adamberger
Antonie “Toni” Adamberger ( Viena, 30 de diciembre de 1790 - Viena, 25 de diciembre de 1867) fue una actriz austriaca.
Hija del tenor Valentin Adamberger y la actriz Maria Anna Jacquet, Antonie fue criada por el escritor Heinrich von Collin al morir sus padres. Desde 1807 se desempeñó como actriz dramática en el Burgtheater vienés. En 1812 se prometió al poeta y dramaturgo sajón Theodor Körner, quien por aquel entonces también trabajaba para el Burgtheater. Körner le dedicó varios poemas y dos dramas (“Toni” y “Zilli”). Tras la muerte de Körner en 1813, Adamberger contrajo matrimonio con el arqueólogo y numismático Joseph Calasanza de Arneth y abandonó las tablas. En 1820 se convirtió en superiora del centro educativo Karolinenstift (“convento de las Carolinas”). Fue la madre del historiador Alfred von Arneth.

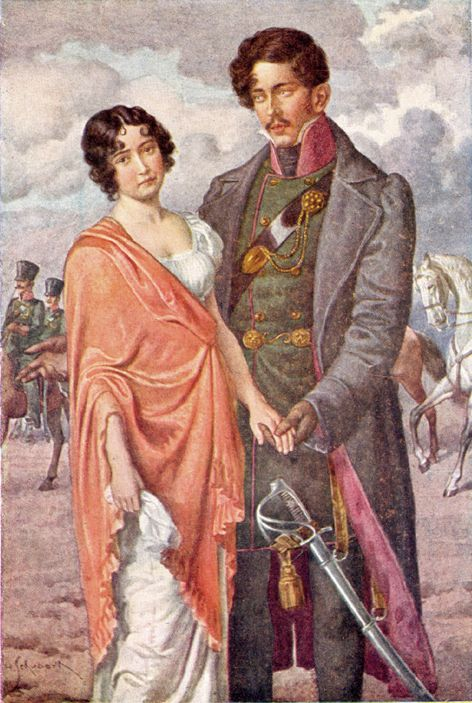
Antonie Adamberger con su prometido, el autor Theodor Körner. Postal basada en una pintura de Hugo Schubert.

Adamberger formaba parte del círculo íntimo de Carolina Pichler, escritora y crítica vienesa. En 1805 fue retratada por el pintor austriaco Joseph Hickel (1736-1807).